# Rafał Sobczak
Rafał Damian Sobczak (ur. 1982 w Krakowie) – polski dyplomata, dyrektor Instytutu Polskiego w Wiedniu (2016–2022) i Düsseldorfie (od 2024).

## Życiorys
Rafał Sobczak uzyskał tytuł magistra stosunków międzynarodowych na Uniwersytecie Jagiellońskim (2001–2006). Studiował także na Uniwersytecie w Getyndze (2005–2006). Słuchacz XVII promocji Krajowej Szkoły Administracji Publicznej (2007–2009).
Współpracował z Instytutem Kościuszki (2006–2007), odbył staż w Federalnym Instytucie Kultury i Historii Niemców w Europie Wschodniej (2008). W 2009 został zatrudniony jako urzędnik mianowany służby cywilnej w Ministerstwie Spraw Zagranicznych. Pracował w Biurze Rzecznika Prasowego MSZ, w 2013 awansując na stanowisko zastępcy dyrektora, a w 2016 na dyrektora. Od 2016 do 2022 pełnił funkcję dyrektora Instytutu Polskiego w Wiedniu. W latach 2022–2024 dyrektor Biura Szefa Służby Zagranicznej MSZ. 3 czerwca 2024 objął kierownictwo Instytutu Polski w Düsseldorfie.
W 2023 został wyróżniony przez prezydenta Austrii Alexandra Van der Bellena Odznaką Honorową za Naukę i Sztukę I klasy.